# Sante da Cori
Sante da Cori (Cori, 1339 – Cori, 1392) è stato un presbitero italiano. Sacerdote professo agostiniano, il suo culto come beato fu confermato da papa Leone XIII nel 1888.

## Biografia
Le notizie su questo frate eremitano di Sant'Agostino sono scarse e poco sicure: nacque a Cori e pare appartenesse alla famiglia Laurienti; ebbe fama di predicatore eloquente e i suoi sermoni venivano pronunciati in un clima di grande partecipazione popolare.
Le principali informazioni sulla sua vita sono ricavabili dalla Chronica sacratissimi Ordinis Fratrum heremitarum Sancti Augustini, compilata da Ambrogio Massari, confratello e concittadino di Sante, nel 1481.

## Il culto
Papa Leone XIII, con decreto del 1º febbraio 1888, confermò il culto di Sante da Cori con il titolo di beato.
Il suo elogio si legge nel martirologio romano al 5 ottobre.